# Porphyrios
Porphyrios (en grec : Πορφύριος, Porphýrios) était une baleine qui harcelait et coulait les navires près de Constantinople au VIe siècle. Active pendant plus de 50 ans, Porphyrios était un danger pour les marins byzantins : l'empereur Justinien Ier fit de sa capture une priorité, mais il ne put trouver aucune solution. Porphyrios s'échoua finalement près l'embouchure de la mer Noire et fut mise en pièces par la foule.

## Nom
L'animal est nommé Porphyrios par les marins byzantins ; son nom est parfois transcrit en Porphyrius, Porphyrion, Porphyry ou Porphyrio et son origine n'est pas connue. Il pourrait dériver du conducteur de char contemporain Porphyrius, ou du géant Porphyrion de la mythologie grecque, qui conduisit une guerre contre les dieux.
En 1996, James Allan Stewart Evans suggère que le nom pourrait être une référence à la couleur de l'animal. En grec, πορφύρα (porphýra) désigne le pourpre, un rouge violacé profond, et Porphyrios pourrait avoir eu une peau couleur de vin sombre. Cette approche est appuyée par John K. Papadopoulos et Deborah Ruscillo en 2002, qui estiment que le nom signifie simplement « pourpre ». Daniel Ogden en 2008 et Anthony Kaldellis en 2017 sont également de cet avis.
Alternativement, Kaldellis suggère en 2010 que le nom de la baleine pourrait faire allusion à la pourpre impériale et indiquerait une forme de respect. Cette idée est soutenue par Sian Lewis et Lloyd Llewellyn-Jones in 2018.

## Vie
Porphyrios est mentionnée dans les écrits de l'historien byzantin du VIe siècle Procope de Césarée, à la fois dans Les Guerres de Justinien (VII 29) et Histoire secrète. Selon Procope, Porphyrios mesure 45 pieds de long (soit 13,5 m) et 15 pieds de large (4,5 m). Les baleines n'étaient pas bien connues pendant l'Antiquité et le Moyen Âge, et étaient souvent perçues comme de grands monstres. Il n'est pas possible d'identifier avec certitude l'espèce à laquelle appartient Porphyrios. Il pourrait s'agit d'un grand cachalot,,, ou d'un orque inhabituellement grand,. La taille, la longévité et le tempérament pourraient correspondre à ceux d'un cachalot. D'un autre côté, s'il s'agit d'un orque, cela correspondrait mieux à sa localisation géographique, les vraies baleines s'aventurant peu dans les eaux que Porphyrios fréquente. Si son nom fait référence à la couleur de sa peau, il correspond aux deux identifications possibles : le noir des orques et le gris brun des cachalot pouvant parfaitement être interprétés comme un pourpre foncé,.
Selon l'hypothèse qui recueille le plus de suffrages, Porphyrios aurait traversé les Dardanelles en chassant pendant sa jeunesse, et les forts courants du détroit l'auraient empêché de retourner en mer Égée. Porphyrios aurait probablement été la seule baleine dans la mer de Marmara et, en conséquence, auraient eu des proies en abondance pour se nourrir.
Porphyrios harcèle les navires dans les eaux de Constantinople pendant plus de cinquante ans, mais pas de façon continue. Il disparait parfois pendant de longues périodes et apparait le plus fréquemment dans le Bosphore. Porphyrios ne fait aucune distinction entre les navires : il attaque les bateaux de pêche, les navires marchands et les navires de guerre. Il provoque le naufrage de nombreux bateaux et sa réputation terrifie les équipages : les navires font fréquemment un détour pour éviter les eaux où la baleine nage habituellement. L'empereur Justinien Ier, qui règne de 527 à 565, perplexe devant les attaques et souhaitant assurer la sécurité des routes maritimes, fait de sa capture une priorité, mais est incapable de trouver un moyen d'y parvenir,,.
En chassant des dauphins, Porphyrios s'échoue un jour près de l'embouchure de la Sakarya,. En tentant de sortir de la boue, il ne parvient qu'à s'y enfoncer davantage. Les habitants du coin s'organisent rapidement et accourent avec des haches et des cordes pour tuer la baleine,. Leur première tentative, à coups de hache, n'a que peu d'effet. À l'aide de cordes et de chariots, Porphyrios est hissé plus haut sur la plage avant d'être découpé en morceaux. Certains des attaquants conservent leur portion de viande, tandis que d'autres la consomment sur place.
Selon Procope, la mort de Porphyrios est accueillie avec un grand soulagement par la population, bien que certains présument que la baleine tuée aurait pu être un autre animal,. Porphyrios est le premier exemple documenté d'une baleine attaquant des marins.

## Mentions ultérieures
Porphyrios est mentionnée dans Histoire de la décadence et de la chute de l'Empire romain d'Edward Gibbon (1776-1789) ; Gibbon pense que Porphyrios était un « étranger et un vagabond » puisqu'il n'existe aucune espèce comparable, par la taille et le comportement, en Méditerranée. La baleine est également mentionnée par Herman Melville dans Moby-Dick (1851), comme exemple historique d'une baleine attaquant des êtres humains.
Porphyrios apparait dans Le Comte Bélisaire (en), une fiction historique de Robert Graves (1938). Dans le roman, Justinien, après avoir reçu de nombreuses plaintes d'amis et connaissances de sa femme, l'impératrice Théodora, ordonne au général Bélisaire de tuer la baleine. Bélisaire équipe un navire de guerre d'une catapulte et part chasser Porphyrios. Alors que la baleine se dirige vers Constantinople, l'équipage tente de la harponner et de lui lancer des flèches, sans effet : Porphyrios plonge sous les vagues et s'enfuit. Cette scène est parfois mentionnée par erreur comme un événement réel par des auteurs ultérieurs,.